# Альбуминная улица
Альбуми́нная у́лица — улица в Адмиралтейском районе Санкт-Петербурга. Юридически проходит от улицы Красуцкого до Митрофаньевского тупика, фактически — до Измайловского бульвара.
Название было присвоено 18 мая 2018 года. Исторически Альбуминной называлась нынешняя улица Красуцкого, поскольку на ней стоял Альбуминный завод. После переименования в 1965 году топоним оказался утрачен.
Изначально в состав Альбуминной улицы планировалось включить часть улицы Красуцкого, примыкающую к Московскому проспекту. Об этом, в частности, говорится в официальном пресс-релизе Топонимической комиссии: «Важно подчеркнуть, что начальный, исторический участок проезда, между домами 75 и 79 по Московскому проспекту, войдёт именно в состав Альбуминной улицы». Однако при подготовке постановления против оказался комитет имущественных отношений.
Первый участок Альбуминной улицы — 200-метровый от от Парфёновской улицы на запад — был построен в 2019 году. В начале 2020-х годах взамен бетонных плит был уложен асфальт на участке от улицы Красуцкого до Парфёновской улицы. Участок от Измайловского бульвара до Митрофаньевского тупика по-прежнему представляет собой бетонку.